# K14狙擊步槍
K-14狙擊步槍是大韓民國研發的一把高精度狙擊步槍。該槍全長115公分, 槍口長61公分, 槍口可安裝消煙器。空槍重5.5公斤，可發射北約制式的7.62×51毫米彈藥，彈容量有5/10發; 其有效射程為800公尺。

## 历史
几十年来，韩国陆军没有制式狙击步枪。少量的M1加兰德步枪被使用，直到 20 世纪 70 年代末被淘汰。20 世纪 80 年代末，K2突击步枪配备了英国Trilux式瞄准镜。这使它们成为指定的特等射手步枪，但这种做法并不正式，也并未广泛推广。专用的外国制造的狙击步枪是为特种部队和反恐部队购买的，但正规军对狙击几乎没有兴趣。这种心态很不寻常，因为他们在朝鲜战争和越南战争期间都遭遇过狙击手的威胁。美国在伊拉克战争和阿富汗战争期间采取行动后，这种情况开始发生变化。部署在这些战区的韩国军官目睹了友军和敌军神枪手的战斗力。结合朝鲜陆军所拥有的狙击部队的能力，该部队拥有大量经过专门训练和装备的排甚至狙击手班，韩国陆军决定将狙击手角色纳入其部队。
狙击步枪的需求已于 2011 年完成，需要 800-1,000 支手动枪机.308 Winchester以及光学器件和配件。允许外国采购，但由于韩国法律有利于国内国防制造商，S&T Daewoo（现为SNT Motiv）提交了 XK14 设计并成为主要候选者。XK14的开发时间为两年，并接受了韩国军方为期一年的评估。经过测试和认证后，该步枪于2012年12月开始服役，成为韩国陆军第一支通用型狙击步枪，并正式命名为K14。S&T Motiv 获得了一份价值 32 亿韩元（300 万美元）的步枪合同，具体数量不详。单支步枪的成本未知，但出售给陆军的套装包括步枪、日间瞄准镜、夜视瞄准镜、吉利服和其他配件，售价为 13,000 美元。第一批产品于2013年移交给韩国特种部队，并于 2017 年底开始分发给韩国步兵营，并于2021年月完成交付。

## 设计

身著冬季裝束的大韓民國陸軍特種部隊在雪地中使用K14狙擊步槍進行訓練

K14 是一款栓动步枪，带有可 60 度打开的枪栓手柄，以便快速重新装弹；原型机的枪栓运动和扳机粗糙，但在生产样品中被打磨了。K14的栓动式枪机与温彻斯特M70步枪有一些相似之处。枪托由玻璃纤维增强聚合物制成，配有可调节的颊垫和枪托板，以及高度可调节的独脚架和拇指孔手枪式握把。其内部框架是金属的，并支持 4 向皮卡汀尼导轨护手用于安装配件。它还配备了两脚架。带凹槽的重型枪管长609.6毫米（24.00 英寸），配有四爪 Vortex 式消焰器。不需要消音器，但可以通过拆下消焰器安装。优质的外国瞄准镜，例如 Schmidt & Bender PMII 和 Leupold Mk4，比韩国瞄准镜更受青睐。它长1.15米（45 英寸），不装瞄准镜时重5.5公斤（12 磅），相对于其枪管长度来说，它相对较小且轻。
K14有一个短机匣，可发射.308温彻斯特子弹，这是严格要求的。没有花费额外的资金来允许未来可能转换为更大口径，如0.300 Winchester Magnum 或 0.338 Lapua Magnum。它由一个可拆卸的弹匣供弹，标准容量为 5 发。还提供容量更大的 10 发弹匣。该步枪在100码 (91 m) 范围内的精确度为1MOA，有效射程为 800 米 (870 码)。
自 2015 年以来，S&T Motiv一直在为 K14 引入新功能，包括韩国制造的 Focus Optech SW-3125光学器件和可拆卸侧轨，以取代德国Schmidt & Bender PM光学器件。
韩华系统公司开发了一种多功能观察设备，它是 K14 套件的一部分。观测装置内置望远镜、热像仪、激光测距仪、电子罗盘和GPS。它可以使用日间望远镜在最远2.5公里（1.6 英里）的距离内发现一个人，使用热像仪可以在最远1.5 公里（0.93 英里）的距离内发现一个人。

## 使用國
- 伊拉克
- 约旦